# トリ(o-トリル)ホスフィン
トリ(o-トリル)ホスフィン（英語: tri(o-tolyl)phosphine）は、化学式が P(C6H4CH3)3 で表される有機リン化合物である。水に溶けない白色の固体で、有機溶媒には溶ける。溶液中ではゆっくりとホスフィンオキシドに変化する。ホスフィン配位子として、194°の広い配位子円錐角を持つ。このため、ハロゲン化金属や金属酢酸塩で処理するとシクロメタレートになる傾向がある。この配位子による錯体は、均一系触媒では一般的である。

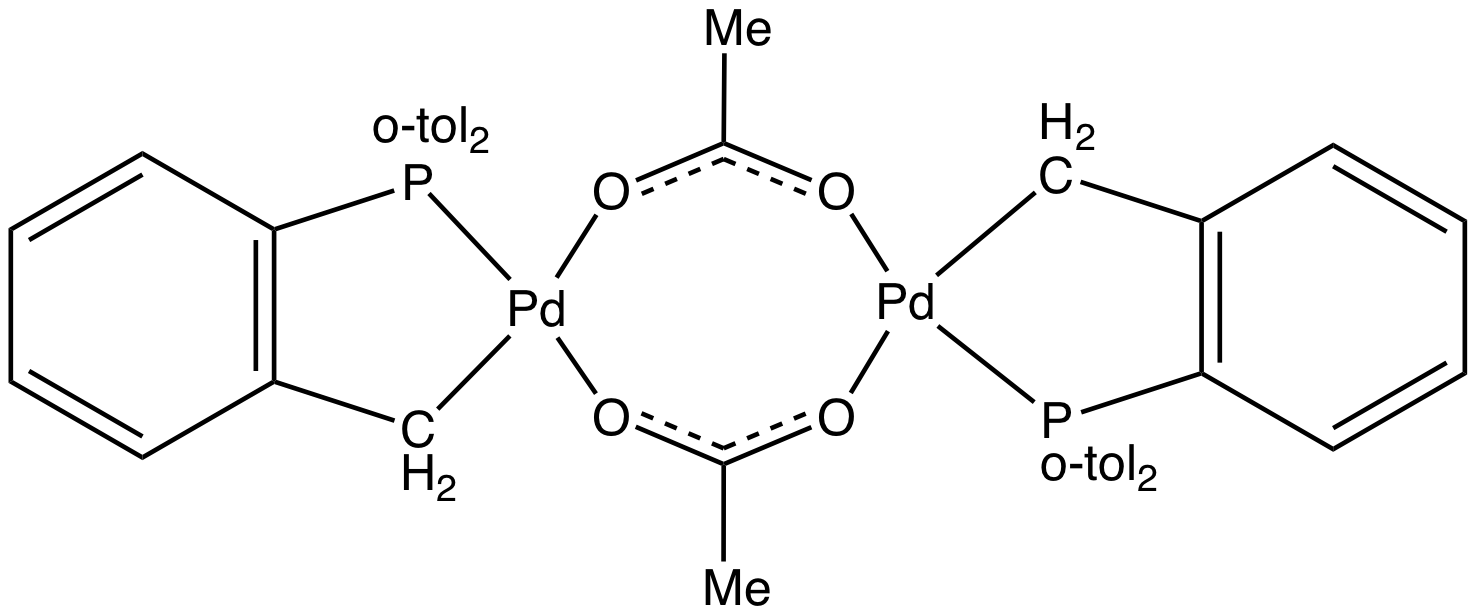
トリ(o-トリル)ホスフィンから誘導されるヘルマン触媒の構造